# 埴生みこ
埴生 みこ（はにゅう みこ、1995年10月13日 - ）は、日本のAV女優。カプセルエージェンシー所属。

## 略歴
東京都出身。2016年に現役小説家の触れ込みでデビューしたロリ系AV女優。童顔と低身長を活かしデビュー8ヶ月で60本超の出演を果たす。
「週刊連載中の現役小説家」という設定はデビュー作一作のみで、発売日が4月1日ということで察してほしいとしている。

## 人物
デビューのきっかけは元彼に早漏が多かったこと。知り合いに紹介されて業界入りした。趣味は音楽鑑賞。自身のことをウーパールーパー似と答えている。

## 出演作品

### アダルトDVD
2016年
- WニューハーフのデカマラをW痴女が焦らし寸止めで虐め抜く 3（3月17日、グローリークエスト）
- まさかのAVデビュー 小説家 埴生みこ（4月1日、プレステージ）
- SEXアイドル降臨 〜性績優秀ドM変態可愛いすぎ女子〜 感じすぎて泣いちゃったw（4月19日、ゴールデンタイム）
- ちいさいこ 純無垢つるまん（5月6日、ミニマム）
- 奇跡の天然少女100％味わいます。 volume.07（5月10日、プレステージ）
- 「『このイタズラやり過ぎじゃないの?』見知らぬ女にどっきりを仕掛けて混乱させてヤる」 VOL.1（5月12日、DANDY）
- 軟禁凌辱しようとしたのにそれをノリノリで楽しむドM美少女（5月13日、宇宙企画）
- 先輩と私 Re:（5月13日、U&K）
- はじめてのレズ友達 〜ふたりきりの放課後〜（5月19日、レズれ!）
- 素人娘がハレンチポーズでストップ!! 固定バイブで時間よ止まれ!ゲーム 感じても絶対に動いちゃダメ!負けたら中出しエロ罰ゲーム!!（5月26日、ROCKET）
- 「先生、私もキスしてみたい…」 性に興味を持ち始めた教え子に誘われキッスの練習&Hごっこ(というか生挿し) それを偶然見ていたお姉ちゃんも妹に取り残されたくないと私に性指導を懇願（6月10日、S級素人）
- 奥手そうに見える文系JKを、ラブホに連れ込んでみたら、ちょっぴり痴女が入ったセックス大好きの娘で濃厚なご奉仕と、イキまくりの痴態を魅せてくれた…。（6月13日、オーロラプロジェクト）
- パンチラ&ポロリてんこ盛り! 素人女子校生限定! 目指せ!賞金100万円! ツイ●ター野球拳（6月19日、ATOM）
- アナタもきっとこの娘に恋をする。 びっくりするくらい敏感な透き通る身体とパイパン イキまくり生ハメ生中出しSEX（6月19日、キチックス）
- ノーモザイク・レズれ! 限界突破ver.（6月19日、レズれ!）
- ●学生調教記録ビデオ みこちゃん1●歳（6月24日、I.B.WORKS）
- おしえご。 無毛の花嫁。 みこ 149cm（7月1日、ミニマム）
- カメラの前でおしっこする女 3 61人67発（7月7日、グローリークエスト）
- 寸止め小悪魔 女子校生みこ（7月7日、ATLANTIS-H）
- 素人女子大生限定! パンティ素股でカチカチち●ぽがアソコに擦れて赤面発情! クロッチは恥ずかし汁まみれ!そのまま生で擦り合わせて、ヌルヌルワレメに結局つるんっと入って生中出し!! 2（7月8日、S級素人）
- おじさん大好き ベロチュウ女子校生（7月13日、EROTICA）
- SNSガチ応募!! エッチな素人フォロワーちゃんヘアーヌードコレクション Vol.1（7月15日、Re:Search）
- なめらかスローイラマチオ 〜ゆっくり、ゆっくり、喉奥までの動きに連動する苦悶の表情〜（7月15日、SEX Agent）
- れろれろぺろぺろ…じゅるっとぅぽーん! 咥えないでイカせるのが私流 2 〜まとわりつく長いベロと絡みつく唾液のねっとり感、その恍惚〜（7月15日、SEX Agent）
- ゆっくり過ぎる手コキ 〜超低速でさわさわ、女の白く美しい手指が陰茎を這う〜（7月15日、SEX Agent）
- ヘルメットディルドぶっさしオナニー 〜腰ガックガク!変態過ぎる自分の行為に頭ん中まっ白!〜（7月15日、SEX Agent）
- 907円さいちんの私にもできること見つけた。（7月22日、バルタン）
- 同人サークル 四畳半書房原作 コミックイベント即完売の新作!! 母の日と娘の日 救われない美人母娘の孕ませ調教コミックを実写化!!（7月25日、マドンナ）
- 愛らしいロリ美少女のエッチな好奇心（8月1日、S-Cute）
- 家の中に潜む絶倫少女は… 奥さんにバレるスレスレで何回も無理やりハメたがる既婚者チ○ポ好き 2（8月6日、ナチュラルハイ）
- 募集ちゃんTV×PRESTIGE SELECTION 04（8月12日、プレステージ）
- 肉便器これくしょん(肉これ) 僕の肉便器十三号機 野球部マネージャー みこちゃん(仮名)（8月12日、&RiBbON）
- 街ゆく男女に聞きづらい事聞いちゃいました! 検証!!「お金と友情」どっちが大事!? 果たして男女の友情は成立するのか!? 10万円差し上げますのでお互いに「裸」になってくれませんか? 素股プレイでトロトロになった素人オマ○コは彼氏以外の友達チ○ポを受け入れて生中出しSEX!!（8月12日、&RiBbON）
- 大久保なう ガチ!本気!マジ! 【生中・顔射】 全部おk! ♯円募集 つぶやき援○交際 イマドキドスケベビッチギャル みこちゃん【エロ垢】（8月13日、HERO）
- マジックミラー号 「早漏に悩む男性の暴発改善のお手伝いしてくれませんか?」 街中で声をかけた押しに弱い心優しい保母さんの卵が敏感チ♥ポを励まし互いに何度も気持ちよくなる連続射精SEX!! 5（8月18日、SODクリエイト）
- クラスのかわいい女子たちのパンチラを見ていると、恥ずかしがるどころかスカートをめくってパンツを見せてからかってくる始末。でも2人きりになると急にテレだして、「優しく挿れてね。」とマ○コぱっくり広げておねだり女子高生。（8月18日、SWITCH）
- コスプレイヤーと一泊二日の中出し温泉旅行（8月26日、TMA）※「さくら」名義
- 愛しのザーメンアイドル 可愛い女の子の濃汁ごっくんと顔面シャワー（9月2日、h.m.p）
- 世界でいちばんパパが好き♥（9月2日、ワープエンタテインメント）
- 女の子がオナニーするのは都市伝説かと思っていたら、目の前で僕よりも太くて大きいバイブを入れてヨガっている女子がいた!僕はショックを受けながらも大興奮!チ○ポはガン勃ちでもう爆発寸前!（9月7日、ATLANTIS-H）
- これが噂の女子大生ラブホ女子会盗撮 「実は私、イッたことないの…」酔った勢いで友達の域をこえたイカセ合いっこ（9月8日、ナチュラルハイ）
- 一般男女モニタリングAV マジックミラーの向こうには再婚したての母親! 女子高生の娘と新しいお父さんが2人っきりの密室で1発10万円の連続射精SEXに挑戦! 3 生ハメの快感を知った未成年マ○コと若い身体に触れ興奮した義父チ○ポの人生初の中出しは1発だけじゃ終わらない! 4組合計19発!!（9月8日、ディープス）
- デビュー前蔵出し映像公開!! 面接映像流出! 生々しすぎるガチドキュメント!勝手に販売!!（9月9日、&RiBbON）
- 女子高生の汗や雨で濡れた透けブラとパンチラって最強だよね。 街で偶然見かけた女子校生の透けブラとパンチラをず〜と見てたら、不審者と思われて逃げられた。だけど再び見かけた時には、テレながらも女子からパンチラを見せてくれる実はエッチ大好きな女の子たちだった。（9月22日、SWITCH）
- 農業体験に来た少女たちに悪戯を繰り返す農夫のわいせつ投稿映像（9月23日、I.B.WORKS）
- レジャー宿泊施設公衆トイレ押し込み猥褻悪戯映像（9月23日、青空ソフト）
- コスプレ女子の見せつけ自己陶酔オナニー（9月25日、アロマ企画）
- 女子校生の白綿ぱんつコレクション（9月25日、アロマ企画）
- 女同士のチャH! 〜濡れちゃうレズチャット記録〜（10月1日、U&K）
- パパやママには言えないエッチな私（10月1日、S-Cute）
- マジックミラー号 究極のオナニー方法!? 「好きな形のチ○コ作ってみませんか?」 街行くお姉さんが自分好みの特製チ○コを作ったら、実際に挿れたくなり… 自作ディルドオナニーじゃ我慢できずに本物チ○コ挿入で、やっと満足♥ 2（10月6日、SODクリエイト）
- 田舎から上京したての右も左もわからないウブカワ美少女限定 媚薬固定バイブでアクメアルバイトしてみませんか? 強制絶頂ウエイトレス編（10月6日、ROCKET）
- ボクだけのご奉仕メイド（10月7日、クリスタル映像）
- 『お兄ちゃん、これでいいの…?』 現在、4浪中のボクは当然、親からも見放され彼女はおろか友達すら一人もおりません!そんなボクの唯一の楽しみはボクの事を『お兄ちゃん』と慕って部屋に来てくれる近所のウブ学生と遊ぶこと!幼い頃からうまく手なずけてきた甲斐もあって可愛く成長した今でも何の疑いも無しにボクの言う事を何でも聞いてくれるんです!だからドスケベお医者さんゴッコをしたりエロエロ撮影会をしながらエッチな遊びをしまくって、最後は中出しまでしてしまっているんです!!最高ダス!!!（10月7日、ゴールデンタイム）
- 大胆パンチラ 番外編 スカートの中に潜り込みたい! 超接近型挑発P 4（10月13日、アロマ企画）
- レズビアン家庭教師 〜禁断の授業〜（10月21日、クリスタル映像）
- 思春期の微乳少女 ♯3 みこ（10月31日、JUMP）
- おじちゃんち行くといいことある?（11月4日、ドリームチケット）
- 飲み姿エロ可愛い相談室 童貞クンの悩みをAV女優がお酒を飲みながら本音で相談! 酔って密着してくる女優に童貞クンのチ○ポはビンビン!それを見た酔っ払い女優は…!?（11月10日、SODクリエイト）
- まだまだ未開発の女子校生は敏感すぎてイクときに失禁してしまうらしい（11月11日、宇宙企画）
- 汚れを知らないピュア美少女のエッチな日常（11月13日、S-Cute）
- 黒パンスト女子高生のパンチラって妙にエッチで視姦だけじゃ我慢できないよ。 友達の妹が黒パンスト姿でくつろぐもんだから、ムッチリした太ももとプリプリなお尻が強調されて僕の股間を刺激する。（11月23日、SWITCH）
- 完璧な性奴隷 7（11月25日、MAD）
- アノ娘の露出はアタシのモノ（12月8日、SODクリエイト）
- 身長148cm美少女パイパンが巨根オヤジ5人連続犯され30回連続アクメ気狂い寸前 号泣無視の中出しザーメン漬け人間便女ドM調教輪姦ドキュメント（12月23日、同人AV倶楽部）
- 少女トイレこじ開けレイプ（12月23日、I.B.WORKS）
- 団地少女連れ込みわいせつ映像（12月23日、I.B.WORKS）
- 本当は教えたくない ピュアっぽい顔してドスケベなかわいいあの娘のビッチな姿（12月23日、MERCURY）

2017年
- 「僕を助けてください!いじめられっ子で巨根の僕は毎日毎日、体育倉庫内で、同級生の女子生徒たちに拘束されて、性奴隷にされてるんです!これってレイプじゃないですか!?ひどいですよ!」（1月6日、SODクリエイト）
- 電車痴漢で「絶対イクもんか…」腰をひねり絶頂を拒み続ける女子高生の失禁がまん顔（1月6日、ナチュラルハイ）
- 媚薬失禁エビぞり女子校生（1月13日、宇宙企画）
- 一般男女モニタリングAV 部屋で無防備に寝ている妹を起こさずに『キス/ブラ外し/パンツ脱がし/おっぱい揉み/乳首舐め/クンニ/指マン/フェラ/SEX/中出し』家庭内夜這いミッションを全てクリアできたら100万円! 女子高生の妹を兄が両親の寝静まった自宅で禁断の生ハメ近親相姦!兄の愛撫に熟睡しながらも濡れてしまった妹マ○コは中出し精子を受け入れるのか!?（1月19日、ディープス）※「かなえ」名義
- オナニーしながら寝落ちの姉の股間には暴走固定バイブ? いつもは静かで真面目な姉の部屋から、「ウィーンウィーン」と妙な機械音が聞こえてきた!気になってしまいコッソリ覗いてしまったら、姉がとんでもなくエロい姿で寝ていた!なんとバイブでオナニーしてイキ果ててマ○コから抜かず電源を入れたまま寝てしまったっぽい。しっかり者の超真面目な姉の見たこと無い恥態に思わずボクは理性のタガが外れて…（1月19日、Hunter）
- 完全ガチドッキリ! 若手女優5名による本気の誘惑で射精してしまう男たち（1月19日、新中野小劇場）
- 大人なのに少女みたいな服着てるー!（1月27日、TMA）
- パイパン中出し女子校生4時間 Vol.3（1月27日、BAZOOKA）
- 初めての膣内射精。本物中出しで得た。確かな生のぬくもり。 埴生みこ つるつる（2月1日、ミニマム）
- 7LOVEs Vol.1（2月2日、GIRL'S CH）
- 7LOVEs Vol.2（2月2日、GIRL'S CH）
- 一般人カップル×生ハメ中出しサドンデスバトル 自分の彼女がゴール出来たら賞金獲得! 他人の彼女をチ○ポでイかせて妨害しまくれ! カップル対抗タオル一枚だるまさんが転んだゲーム!（2月16日、SODクリエイト）※「りさ」名義
- マジックミラー号 スポーツに打ち込みすぎて女心を忘れたノーパン・ノーブラ女子体育大生 激イカセ雪溶け生潮大噴射10人10連発!! 彼女たちは痙攣しながら生ち○ぽを欲しがる!!その内6人は挿入まで…（3月2日、SODクリエイト）※「なお」名義
- 素人GET うぶ可愛ギャルのワレメ激写! ガチ生SEX 01（3月10日、ホットエンターテイメント）※「あや」名義
- 『えっ?僕が10，000人目の客!?記念サービスがある!?』 JKリフレを頼んだら、本番OKの痴女っ娘4名が来ることに! 勃起が止まらない僕をキャーキャー言ってはしゃぎながら4回射精させてくれました…（3月18日、SODクリエイト）
- 某県女子校内で撮影 イタズラ?!微レズ!? 同級生をかる〜いノリでイジメたりじゃれ合ったり!悪ふざけエロ!無邪気にやっているけどヤラれた方は冗談じゃ無いよね!!?（3月18日、サディスティックヴィレッジ）
- 田舎のお嬢様学校の女子校生をさらってレ○プ、射精直前に「お前より可愛い娘を今すぐ電話で呼ばないと中出しするぞ」と脅して友達を連れてこさせてその娘もレ○プ、そして結局全員ナマ中出し! 6（3月18日、サディスティックヴィレッジ）
- 一般男女モニタリングAV マジックミラーの向こうには大好きなイケてる彼氏! 2人っきりの密室で女子高生が童貞で悩む彼氏の友達と1発10万円の連続射精筆おろしに挑戦! クラスで1番可愛い友達の彼女に興奮した童貞デカチンは勃ちっぱなし! 優しくて押しに弱い友カノマ○コはいけないと思いつつも彼氏の目の前で何度も中出しSEX!! 合計15発（3月19日、ディープス）※「あいな」名義
- 陵辱が溶け込んでいる学園生活 手錠 口枷 緊縛 羞恥 ぶっかけ 中出し… 調教という授業を当たり前の様に受けている女子高生 セントマゾヒスト学院（4月6日、SODクリエイト）
- 図書館で声も出せず糸引くほど愛液が溢れ出す敏感娘 20 シリーズ累計20万本突破記念2枚組 バイト娘合体コラボスペシャル（4月6日、ナチュラルハイ）
- サディスティックヴィレッジ10周年記念作品第一弾 夜勤病棟レ○プ 深夜の病室に一人で見回りに来た新米看護師純白のナース服をヒキチギッテ中出しレ○プ!!スペシャル! 合計16人 8時間2枚組（4月6日、サディスティックヴィレッジ）
- 素人女子校生のパンツの中身! 恥じらいま●こ完全観察（4月14日、S級素人）
- これマジ!? 女体に【憑依】できる男は実在した!（4月20日、SODクリエイト）
- ナースステーションにこっそり催淫媚薬入りお菓子を差し入れしたら思ったとおり大乱交SEXが始まった! 看護婦媚薬大乱交（5月3日、サディスティックヴィレッジ）
- Mッ娘カプセル この娘…縛りたい（5月13日、HERO）
- 究極!思わせぶりチ○ポ! NOと言えない無口なM男くんだから思わずイイ事してあげちゃった!!（5月25日、アロマ企画）
- 白いパンツのエッチな隙間（5月25日、アロマ企画）
- 親が見たら泣くビデオ。 2 死にたくなるほど辛いのに感じまくってヒィヒィ言ってる女子校生の凌辱セックス。清楚系JKに顔射&舌上射精&中出し（5月25日、ビッグモーカル）
- 一般男女モニタリングAV 男女の友達同士が2人っきりの密室でキス技コンプリートできたら100万円! 2人の距離が急速に縮まる12種類のキスでイチャラブな雰囲気になったリアル素人大学生の男女は友情の壁を越えて濃厚ベロチューSEXしてしまうのか!? 2（6月7日、ディープス）※「かなえ」名義
- こっそり角オナニー（6月13日、アロマ企画）
- 好きなパンチラが必ず見つかる! 王立パンチラミュージアム（6月13日、アロマ企画）
- 素人ヘアヌード大図鑑 〜美少女編（6月23日、S級素人）
- 挑発するチア娘。 2（7月13日、アロマ企画）
- 水着焼けの眩しい美ら海の天使とキメセク生中出し! 宮古島編（7月13日、MARX）※「ミティ」名義
- 危険日直撃!! 子作りできるソープランド 9（8月10日、Mr.michiru）
- いつでも射精できる! 抜きやすい挑発パンチラコレクション 3（8月25日、アロマ企画）
- このおじさん何でさわってくるのかな? 7SEXパンパンするの!スペシャル。 大人になっても父親と一緒に男湯に入ってきた娘のカラダを欲望のままにイジクリまわしても、されるがままの初心なオマ○コ。（9月1日、SWITCH）　※AV OPEN 2017 企画部門エントリー作品
- 寝取られ限定 大学サークルのお花見で寝取られ! 僕の彼女の泥酔飲み会DVD 生中出し編（9月1日、お持ち帰り）　※AV OPEN 2017 素人部門エントリー作品
- 制服姿のカノジョをハメ撮りしちゃいました（9月13日、S-Cute）

2018年
- 白い変態 ソフィー SNSで見つけた身長148cm童顔のブルガリア人ハーフが緊縛AVデビュー（1月7日、ハイカラ）※「ソフィー」名義

### イメージDVD
- ウランちゃんがやって来た!（2016年3月23日、INTEC Inc）※「ウラン」名義
- 秘密のウランちゃん（2016年6月23日、INTEC Inc）※「ウラン」名義
- Pure Moe Mix（2016年8月25日、日本コンテンツ流通）
- Miko 癒やしてあげたい・埴生みこ（2016年9月22日、REbecca）
- ボクだけの湯けむり温泉コンパニオン（2016年9月30日、Shadow Moon LABEL）
- ヴィーナス・テルメ 〜みこのいちゃラブ温泉パラダイスデート〜（2017年4月27日、オルスタックソフト販売）
- 湯けむり女ふたり旅（2018年2月27日、オルスタックソフト販売）

### VR
- 図書館でバイト中に女子大生に挑発されちゃった（2016年11月10日、アロマ企画）
- 品行方正な妹の優等生な淫行為（2016年12月21日、CASANOVA）
- 奴隷ちゃん あなただけに汚されたい…（2018年2月9日、WAAPグループVR）

## テレビ
- ビ〜チ9（2016年8月、テレビ埼玉） - マンスリーゲスト